# رایان شرکی
رایان شرقی ([undefined] Error: {{Lang-xx}}: فاقد متن (راهنما) و زادهٔ ۱۷ اوت ۲۰۰۳) بازیکن فوتبال اهل فرانسه است که برای باشگاه فوتبال منچستر سیتی بازی می‌کند.
رایان سابقهٔ بازی برای تیم ملی فرانسه زیر ۲۱ سال را دارد و به‌عنوان بخشی از تیم ۲۰۲۴ پاریس توانست به رهبری تیری آنری مدال نقرهٔ مسابقات را کسب کند؛ او اولین بازی خود را در سن ۱۶ و ۶۵ روزگی بازی کرد و مدتی بعد از تولد ۱۷ سالگی در نیمه‌نهایی لیگ قهرمانان اروپا بازی کرد.
رایان یک بازیکن تهاجمی چپ‌پاست که به‌عنوان هافبک‌وینگر است که بیشتر به‌عنوان یک هافبک تهاجمی برای لیون بازی می‌کند.